# Ледене стене
Ледене стене су градско насеље Врања, које се налази недалеко од центра града. Највеће је врањско насеље које има близу 1.000 станова, четири хиљаде људи у 16 вишеспратница. Насеље је настало 1980. године. Неке зграде су старије од других и то се може приметити по ентеријеру, од улаза, лифтова, па и других ствари. Како се насеље повећавало, тако су и зграде подизане с годинама. Све су поређане у низу, тако да седам зграда излазе на улицу Париске комуне, осам зграда на улицу Есперанто и једна на улици Боре Станковића.

## Име
Насеље Ледене стене је добило име тако што раније у зградама није имало парно грејање, па су биле ледене. Иако и дан-данас постоји котларница, никада је нису користили.

## Објекти
У насељу се поред стамбених зграда налазе и неколико значајних објеката:
- Економска школа
- Кнез петрол пумпа
- Рода маркет
- Макси супермаркет
- Ресторан Good Palace
- Тржни центар на отвореном Зона
- Кавим Јединство[1]

Постоје и други значајни објекти који се налазе близу насеља. Лукоил пумпа, Студентски дом, Медицинска школа и Хала спортова.

## Галерија
- Папагајка или Ђурина зграда
- Нова зграда